# Happy Together (터틀스의 노래)
〈Happy Together〉는 그들의 세 번째 스튜디오 음반 《Happy Together》(1967년)의 미국의 록 밴드인 터틀스가 부른 노래다. 이 곡은 개리 보너와 알란 고든이 작곡했으며, 칩 더글러스가 편곡했으며, 조 위서트가 프로듀싱했다.
1967년 2월 싱글로 발매된 이 곡은 비틀즈의 〈Penny Lane〉을 미국 빌보드 핫 100에서 1위를 차지했고 3주 동안 차트 1위를 지켰다. 이 노래는 미국에서 이 그룹의 유일한 차트 1위였고, 〈Happy Together〉도 1967년 4월 영국 싱글 차트 12위, 캐나다 톱 싱글 차트 2위에 올랐다.

## 구성
〈Happy Together〉는 원래 F#m의 키에 분당 120박자의 템포로 발표되었다. 하워드 카일란의 보컬은 곡에서 B3에서 F#5까지 이른다.

## 인증
| 국가                                                            | 인증 | 판매량/출하량 |
| --------------------------------------------------------------- | ---- | ------------- |
| 영국 (BPI)                                                      | 실버 | 200,000       |
| 미국 (RIAA)                                                     | 골드 | 1,000,000^    |
| ^출하량을 기반으로 한 인증 · 판매량+스트리밍을 기반으로 한 인증 |      |               |